# Māʾ al-ʿayn
Māʾ al-ʿayn (ماء العين) è un film del 2024 scritto, diretto e montato da Meryam Joobeur.
Il film è liberamente ispirato al cortometraggio Ikhwène, diretto dalla stessa Joobeur nel 2018.

## Trama
Aïcha e Brahim hanno cresciuto i tre figli in una fattoria nel Nord della Tunisia, lontani dal mondo e dai suoi problemi. Tutto cambia quando due figli maggiorni, Mehdi e Amine, lasciano il villaggio per andare in guerra. Aïcha, che fa sogni profetici e ha vissuto per i figli, fatica ad adattarsi a una vita senza di loro. Mesi dopo, Mehdi ritorna a casa con una moglie incinta, il cui niqab turba Brahim. Aïcha è felicissima per il ritorno del figlio e la gravidanza della nuora, non accorgendosi che il ritorno del giovane viene accolto con più titubanza nel resto del villaggio.

## Produzione
Meryam Joobeur iniziò a sviluppare l'idea del film del 2021, quando partecipò al laboratorio di sceneggiatura del Sundance Film Festival, aggiudicandosi diecimila dollari da investire nella produzione della pellicola. Le riprese iniziarono l'anno seguente in Tunisia e nel dicembre 2023 il progetto si aggiudicò trentamila dollari da investire nella post-produzione dal Festival international du film de Marrakech.

## Distribuzione
Il film è stato presentato in concorso alla 74ª edizione del Festival internazionale del cinema di Berlino il 22 febbraio 2024.

## Riconoscimenti
- 2024 – Festival internazionale del cinema di Berlino[7]
  - In concorso per l'Orso d'oro